# Nexus Player
Le Nexus Player est un lecteur multimédia numérique co-développé par Google, Intel et Asus. Il s'agit du deuxième lecteur multimédia de la famille d'appareils grand public Google Nexus.

## Histoire
Le Nexus Player a été dévoilé le 15 octobre 2014 et disponible en pré-commande deux jours plus tard sur le Google Play Store, puis en vente dans les magasins de vente au détail aux États-Unis.
Le 24 mai 2016, Google a mis fin aux ventes directes du lecteur Nexus.

## Caractéristiques
Le Nexus Player et Android TV permettent aux consommateurs d’utiliser un téléviseur HD pour lire de la musique, regarder des vidéos provenant de services internet ou d’un réseau local et jouer à des jeux.